# ベンジャミン・ヴリアミー
ベンジャミン・ヴリアミー（Benjamin Vulliamy、1747年 - 1811年）は、1780年から1884年までロンドンの標準時とされた振り子時計を作成した時計職人。

## 生涯

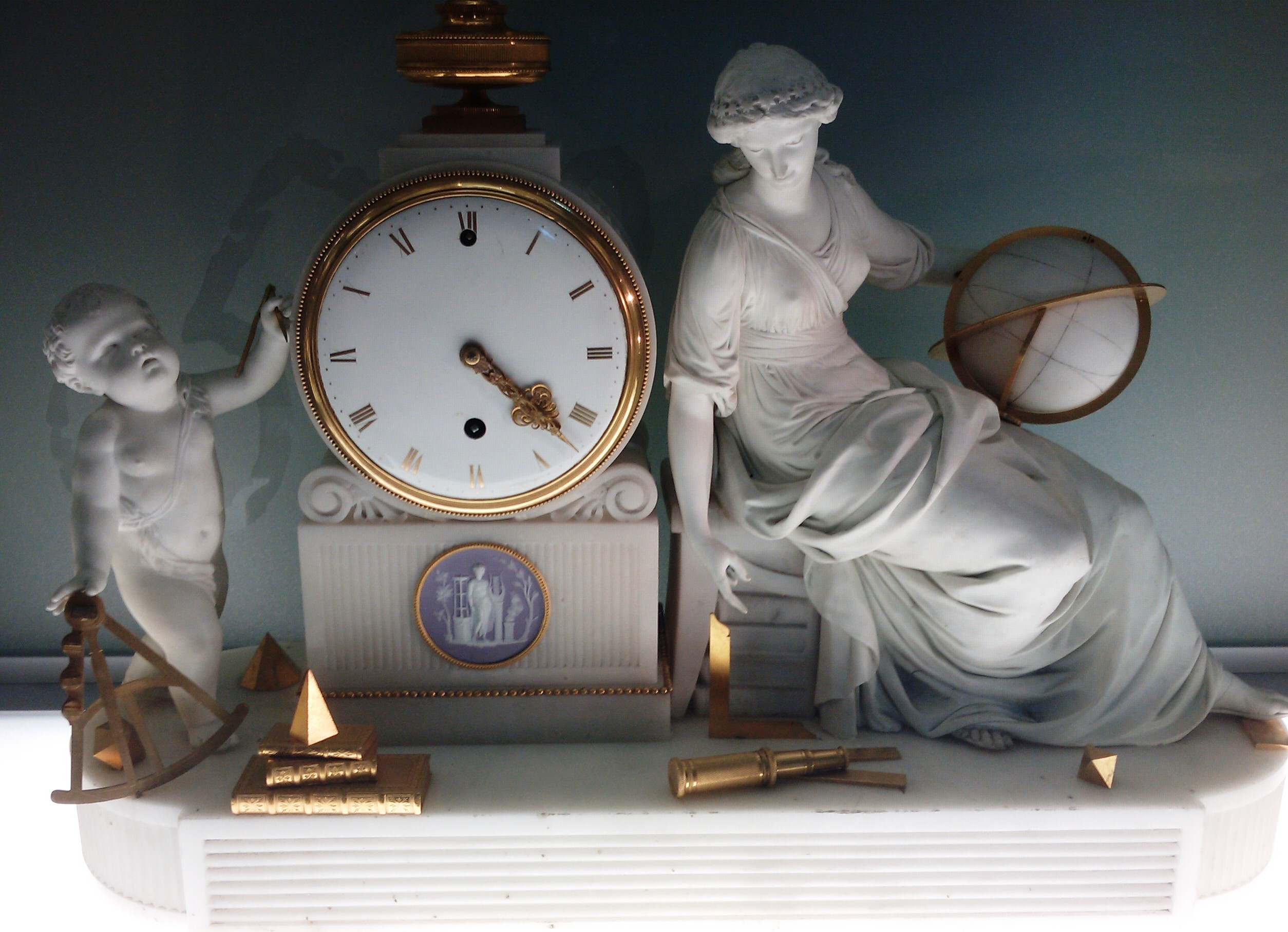
ダービー磁器に組み入れられたヴリアミー時計。現在はダービー博物館に所蔵されている。

1730年にロンドンへ移住したスイスの時計職人ジャスティン・ヴリアミーの息子として生をうけた。父ジャスティンはロンドンのペル・メルではよく知られた時計職人ベンジャミン・グレイの同僚となり、その娘メアリーとの間に授かったのがベンジャミン・ヴリアミーである。その後、父ジャスティンは義父となったベンジャミン・グレイの事業を引き継ぎ、1780年からはベンジャミン・ヴリアミーも事業に加わった(Vulliamy & Son)。父子は父ジャスティンが1797年12月1日に死去するまで共に働いた。
ベンジャミン・ヴリアミーは幼い時から父の職業を継ぐことに興味を示していた。成人後は、上流階級の人々の邸宅を装飾したマンテル時計の製作者として評判を集めた。このうちいくつかの作品はダービー博物館・美術館で展示されている。時計作りの才能が認められ、1773年には英国王室御用達となり、ジョージ3世の「国王時計職人」（King's Clockmaker）として年間150ポンドの基金を授かるようになった。なお、この「国王時計職人」の称号は、当時ジョージ・リンジーが持っていた「王室時計職人」（Royal Watchmaker）とは異なるものである。ジョージ3世は時計や機械に熱心で、父ジャスティン・ヴリアミーの顧客でもあったが、この御用達の名誉を授かったのはベンジャミン・ヴリアミーだけであった。
1780年頃には、王立キュー天文台の主時計として振り子時計を作成するよう命じられた。天文台とヴリアミー時計は1884年にグリニッジ天文台がその役を引き継ぐまで、本初子午線およびロンドン標準時とされた。
1780年に生まれたベンジャミン・ルイス・ヴリアミーは、ヴリアミー家として最後の時計職人となり、以降の子孫が家業を継ぐことは無かった。なお、ベンジャミン・ルイス・ヴリアミーは建築家として名を残した。

## ヴリアミー時計
ヴリアミー時計はとてつもなく高価で、当時の技術の頂点とされた。このうち一つは、1793年のジョージ・マカートニーによる北京への外交使節団によって中国の皇帝であった乾隆帝に贈呈された。ヴリアミー時計は時計と優れた磁器を組み合わせることで、科学と美術の両方を備えた芸術品となった。時計全体のデザインはヴリアミーが考案したが、当時のフランス風のデザインを取り入れるためにジョン・ディアなど数々の受賞歴を持つ彫刻家も起用された。また、ヴリアミー家では磁器を使った作品を製作するためにロイヤルクラウンダービーとも契約していた。この他、多くの時計製造業者や熟練した職人と契約し、ヴリアミーが直接監督するのは販売前の最終調整段階のみであった。